# José Matías Delgado y de León

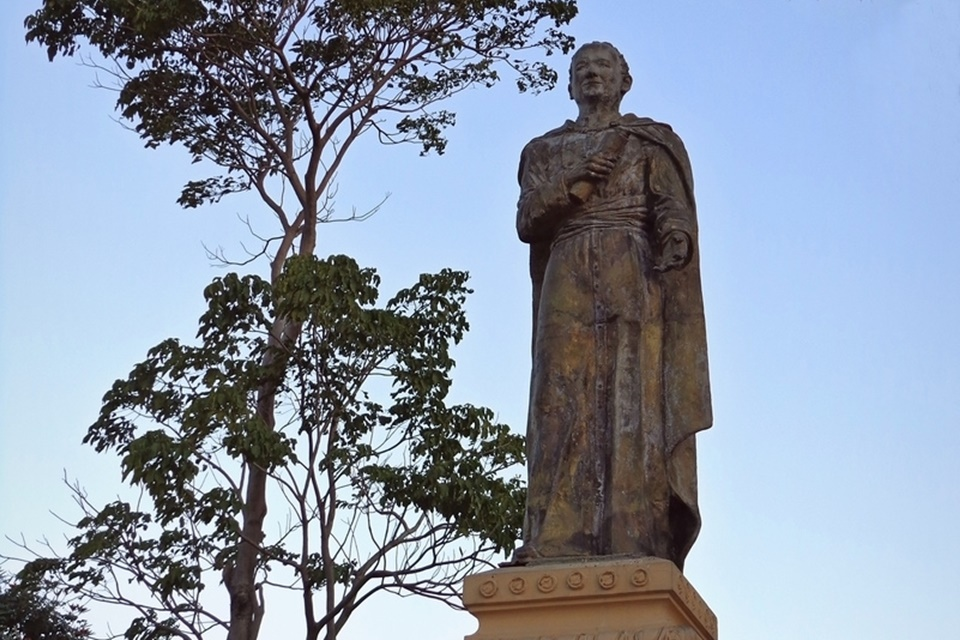
Statue von José Matías Delgado in San Salvador

José Matías Delgado y de León (* 2. Februar 1767 in San Salvador; † 12. November 1832 ebenda) war der Gründer von El Salvador, katholischer Priester, Prócer und Arzt. Er war der Führer der Unabhängigkeitsbewegung in El Salvador von der spanischen Kolonialmacht. Vom 28. November 1821 bis zum 9. Februar 1823 war er der Präsident der verfassungsgebenden Versammlung für Zentralamerika, welche in Guatemala-Stadt stattfand.

## Leben

### Herkunft und frühe Laufbahn
Seine Eltern waren María Ana de León und Pedro Delgado. Seine Brüder waren Juan und Miguel, welche ebenfalls Verfechter der Unabhängigkeit waren. Er studierte an der Universidad de San Carlos de Guatemala und ging anschließend nach Spanien.
Er war im Priesterseminar Tridentino und Ascensión de Nuestra Señora und gab Repetitorien für Anwälte für die Real Audiencia in Spanien.
Ab dem 12. August 1797 war er wieder in El Salvador und war Kurienrektor, Provinzrektor, Kirchenrichter und letzter örtlicher Kommissar des Gerichtes des Heiligen Stuhls. Er betrieb intensiv Seelsorge und 1808 initiierte er die Wiederaufbauarbeiten an der alten Gemeindekirche von San Salvador, der heutigen Iglesia del Rosario, welche Jahrzehnte später abgeschlossen wurden.

### Unabhängigkeitsbewegung
Mit seinem Neffen Manuel José Arce y Fagoaga und weiteren organisierte er am 5. November 1811 eine Revolte, als Zeichen zum Aufstand läutete er die Kirchenglocken von La Merced. Der Aufstand begann mit dem Raub von 3.000 Waffen und dem Geld der königlichen Schatzkammer. Der Corregidor  intendente, Antonio Basilio Gutiérrez de Ulloa, zog sich wie die meisten königlichen Beamten zurück. Die Aufständischen konnten San Salvador fast einen Monat halten, bis sie von den Kolonialtruppen geschlagen wurden.
1813 wurde er zum Abgeordneten der Provinz El Salvador in das Parlament nach Guatemala-Stadt gewählt, wo er als Rektor des Colegio Seminario o Tridentino arbeitete. Auf Weisung des Erzbischofs von Guatemala Francisco Ramón Valentín de Casaus y Torres wurde er von dort abgezogen, weshalb er nicht am Aufstand im Januar 1814 teilnahm.
1820 wurde er erneut als Abgeordneter gewählt und war am 15. September 1821 Mitunterzeichner der Unabhängigkeitserklärung.
Am 28. November 1821 wurde er vom Abgeordneten zum Supremo Director der Provinz San Salvador (was damals Synonym für El Salvador verwendet wurde).

### Separation von Guatemala
Als die zentralamerikanische Regierung für die Annexion durch das Kaiserreich Mexiko stimmte, war Delgado dagegen. Als Supremo Director der Provinz San Salvador führte er am 11. Januar 1822 die Proteste gegen die Annexion durch das Mexikanische Kaiserreich unter Agustín de Itúrbide. Am 11. Januar 1822 trennte sich El Salvador von Guatemala, um nicht durch Mexiko annektiert zu werden. Als Antwort wurde San Salvador von April 1822 bis 9. Februar 1823 durch Truppen aus San Miguel und aus Mexiko angegriffen.
Im April 1822 besetzten guatemaltekische Truppen unter dem Kommando von Manuel Arzú, die Stadt Santa Ana und das Departamento Sonsonate. Am 3. Juni 1822 betrat Arzú San Salvador und erreichte die Plaza Major (heute Plaza Libertad), was mit einem neunstündigen Kampf und vielen Verlusten verbunden war. Die guatemaltekischen Truppen zündeten Häuser an und plünderten, bevor sie abzogen.
Manuel José Arce y Fagoaga kommandierte die Verteidiger von San Salvador. Am 6. Juni 1822 wurde Santa Ana und später Ahuachpan und Sonsonate von Salvadorenischen Truppen zurückerobert.
Im Dezember 1822 startete Vicente Filisola, in Guatemala, in Richtung San Salvador. Er betrat die Stadt am 9. Februar 1823, er erklärte, er würde die Menschen und den Warenverkehr achten und annektierte El Salvador für Mexiko, womit die Regierung von José Matías Delgado beendet war.
Delgado hatte diplomatische Schritte unternommen, um seine Regierung zu verteidigen. Dazu gehörte die Beantragung eines Waffenstillstandes bei Vicente Filisola und das entsenden einer Delegation am 2. Dezember 1822 nach Washington DC mit dem Ziel, dass die Provinz El Salvador Teil der Vereinigten Staaten von Amerika wird.
Nach dem Sturz des mexikanischen Kaisers wurde Delgado als Abgeordneter zur verfassungsgebenden Versammlung der Provincias Unidas del Centro de América gewählt, einer Versammlung, welche ab dem 24. Juni 1823 in Guatemala zusammentrat und Delgado zum Präsidenten wählte.
Er sammelte die finanziellen Mittel, mit welchen in Guatemala die erste offizielle salvadorenische Presse gekauft wurde. Auf dieser wurde Semanario político-mercantil de San Salvador die erste Zeitung aus El Salvador, welche am 31. Juli 1824 erschien, gedruckt.
Seine Zeitgenossen beschrieben ihn als unruhig lebhaft, wortgewandter Vorträger temperamentvoller Reden und Gebete, dem Patriotismus verpflichtet, streng an den Bräuchen orientiert, listig, ehrgeizig, furchtlos, stark und fair in seinen Entscheidungen und Urteilen. Von ihm erhaltene Briefe, Manifeste, Tiraden, Predigten und andere Dokumente, zeigen umstandshalber keinen polierten Stil, sondern nüchterne, klare und einfache Sprache.
Am 5. Mai 1824 wurde er von Mariano Prado Baca und später Juan Vicente Villacorta Díaz in San Salvador zum Bischof ernannt. Diese Investitur wurde kirchlicherseits nicht anerkannt und führte zu heftigen Anfeindungen seitens des Erzbischofs von Guatemala, zu dessen Diözese San Salvador gehört, und des Heiligen Stuhls.
Delgado starb am 12. November 1832 um 20:30 Uhr Ortszeit. Er wurde nach einem Umzug von der Plaza Mayor (heute Plaza Libertad) am Fuß des Hauptaltars der Gemeindekirche von San Salvador beigesetzt.
Im Dezember 1878 veröffentlichte Rafael Reyes die erste Biografie über Delgado, weitere Biografen waren: Francisco Gavidia, Carlos Meléndez Chaverri, Ramón López Jiménez, Rodolfo Barón Castro, José Salvador Guandique, Jorge Lardé y Larín. Die private Universität „Universidad Dr. José Matías Delgado“ (UJMD) in Antiguo Cuscatlán ist nach ihm benannt.